# Flamenco Jazz
Flamenco Jazz (auch Flamenco Fusion) ist eine in Spanien seit den 1980er Jahren entwickelte Mischform aus Modern Jazz und Flamenco, die als eigenständiges Subgenre des World Jazz betrachtet werden kann.

## Geschichte
Erste Bemühungen, Jazz und Flamenco zu kombinieren gehen zurück auf das Jahr 1967, als der Saxophonist Pedro Iturralde und der Gitarrist Paco de Lucía in einem von Joachim Ernst Berendt initiierten Konzert auf den Berliner Jazztagen aufeinander trafen; doch wirkten die Stücke „etwas konstruiert und lassen einen lebendigen Austausch der Genres vermissen.“ Insbesondere die Aufbruchstimmung im Spanien nach Ende des Franquismus trug dazu bei, mit dem Flamenco nuevo „neue Möglichkeiten musikalischer Kreation auf der Basis der Flamenco-Tradition auszuloten“; hier sind vor allem Musiker aus dem Umkreis von Paco de Lucia und Camarón de la Isla und Gruppen wie Ketama zu nennen, die „den traditionellen Flamenco verinnerlicht haben und ihn beherrschen“, ihn aber zum Flamenco Nuevo weiterentwickeln. Paco de Lucía versah seine Gruppe mit neuen Klangfarben, indem er neben Gesang und Tanz die Melodieinstrumente Saxophon und Flöte (Jorge Pardo), den E-Bass (Carles Benavent) und Perkussionsinstrumente in seinen Gruppensound integrierte. Musiker aus diesem Kreis entwickelten in den 1980er Jahren gemeinsam mit dem Pianisten Chano Domínguez und Gitarristen wie Gerardo Núñez und Tomatito eine Fusionsform, die sich einerseits tonaler, thematischer und rhythmischer Elemente des Flamenco bedient und andererseits eine jazzorientierte Herangehensweise erfordert. Mehrere Workshops zum Thema Jazz und Flamenco fanden in Sevilla statt und beförderten die Zusammenarbeit zwischen Musikern beider Szenen.

## Bedeutung

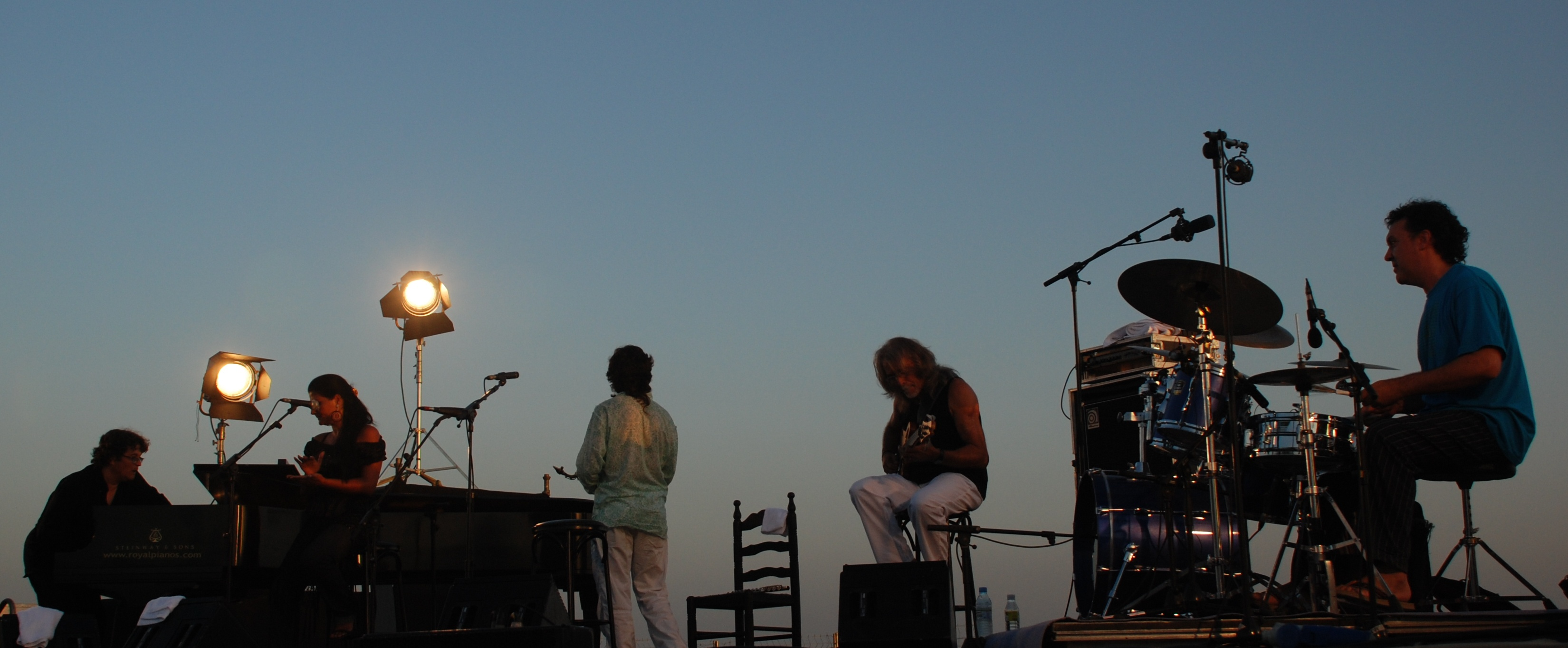
Chano Domínguez, Jorge Pardo, Carles Benavent, Tino di Geraldo (2007)

Seit der Produktion Jazzpaña II gilt das Genre als voll entwickelt. Nach Einschätzung des Musikwissenschaftler Gerhard Putschögl „ist die Entwicklung des Flamenco Jazz entscheidend dafür verantwortlich, Spanien zu einem attraktiveren Standort für zeitgenössische Entwicklung im Gesamt-Spektrum des Jazz und der sog. Weltmusik gemacht zu haben.“ Zahlreiche Gruppen in Spanien spielen Flamenco Jazz, und entwickeln ihn weiter, auf dem Festland ebenso wie auf den Kanarischen Inseln (z. B. Kike Perdomo, Alexander Sputh). Neue Instrumente (wie die Harmonika durch Antonio Serrano oder das Cello durch Matthieu Saglio) werden eingeführt. Zugleich wertet die Entwicklung des Flamenco Jazz Europa „als Terrain einer selbständigen Entwicklung des Jazz enorm auf.“ In Frankreich ist Louis Winsberg ein Pionier dieses Genres.

## Diskografie (Auswahl)
- Al Di Meola, John McLaughlin und Paco de Lucía Friday Night in San Francisco (1980/1981)
- Jorge Pardo Veloz (1993)
- Gerardo Núñez Calima (1999)
- Gerardo Nuñez / Perico Sambeat Pasajes (2000, mit Jeanne Lee, Paolo Fresu, Esperanza Fernandez, Julian Argüelles, Carlos Martín, George Colligan, Manuel Soler, Fareed Haque, Javier Colina, Marc Miralta)
- Jazzpaña II (2000, mit Chano Domínguez, Jorge Pardo, Gerardo Núñez, Esperanza Fernandez, Carles Benavent, Renaud Garcia-Fons, Michael Brecker u. a.)
- Michel Camilo & Tomatito Spain (2000)